# أديلسون
أديلسون (بالبرتغالية: Adílson Cândido de Souza‏) هو لاعب كرة قدم برازيلي في مركز حراسة المرمى، ولد في 28 مايو 1974 في ميناس جرايس في البرازيل. لعب مع أتلتيكو مينيرو وسانتو أندريه ونادي ريو برانكو ونادي سيارا.

## وصلات خارجية
- أديلسون على موقع قاعدة بيانات كرة القدم.إي يو (الإنجليزية)
- أديلسون على موقع Soccerway.com (الإنجليزية)